# Partição (política)
Em política, uma partição é uma mudança das fronteiras políticas dividindo o território em duas ou mais entidades políticas distintas.

## Exemplos
- Partição da Prússia pela Paz de Toruń (1466)[1][2] criando a Prússia Real e o Ducado da Prússia em 1525.[3]
- Em 1757, pelo Segundo Tratado de Versailles, a França concordou com a partição da Prússia[4]
- Partição da Prússia em 1919[5]
- A Partição da Checoslováquia durante a Crise dos Sudetos[6] e pelo Acordo de Munique de 1938
- As partições do Luxemburgo, a última das quais em 1839, entre França, Prússia, Bélgica, e Grão-Ducado do Luxemburgo.
- As Partições da Polónia e Polónia-Lituânia no século XVIII
- Partição de Bengala de 1905 e Partição de Bengala de 1947
- Partição do Tirol pelo Pacto de Londres de 1915
- Partição do Império Alemão em 1919 pelo Tratado de Versailles
- Partição do Império Austro-Húngaro em 1919 pelo Tratado de Saint-Germain-en-Laye
- Partilha do Império Otomano
- Partição da Irlanda em 1920 entre o Estado Livre Irlandês e a Irlanda do Norte
- Tratado de Carse de 1921, para a partição da Arménia Otomana
- Partição da Alemanha e Berlim depois da Segunda Guerra Mundial
- Partição da Coreia em 1945
- Plano da ONU para a partição da Palestina de 1947 para a região do antigo Mandato Britânico da Palestina
- Partição da Índia em 1947
- Partição da Coreia em 1953
- Partição do Paquistão em 1971
- Partição do Vietnã em 1954
- A hipotética partição do Quebec no Canadá
- A hipotética partição da Bélgica
- A possibilidade de Partição do Kosovo após a independência disputada em 2008.